# Poeoptera
Genre
Poeoptera est un genre de passereaux de la famille des Sturnidés. Il se trouve à l'état naturel en Afrique subsaharienne,,,,.

## Liste des espèces
Selon la classification de référence du Congrès ornithologique international (version 14.1, 2024) :
- Poeoptera kenricki Shelley, 1894 — Choucador de Kenrick, Étourneau de Kenrick, Rufipenne de Kenrick
  - Poeoptera kenricki bensoni (van Someren, 1945)
  - Poeoptera kenricki kenricki Shelley, 1894
- Poeoptera lugubris Bonaparte, 1854 — Choucador à queue étroite, Étourneau à queue étroite, Rufipenne à queue étroite
- Poeoptera stuhlmanni (Reichenow, 1893) — Choucador de Stuhlmann, Étourneau de Stuhlmann, Rufipenne de Stuhlmann